# Christian Breuer

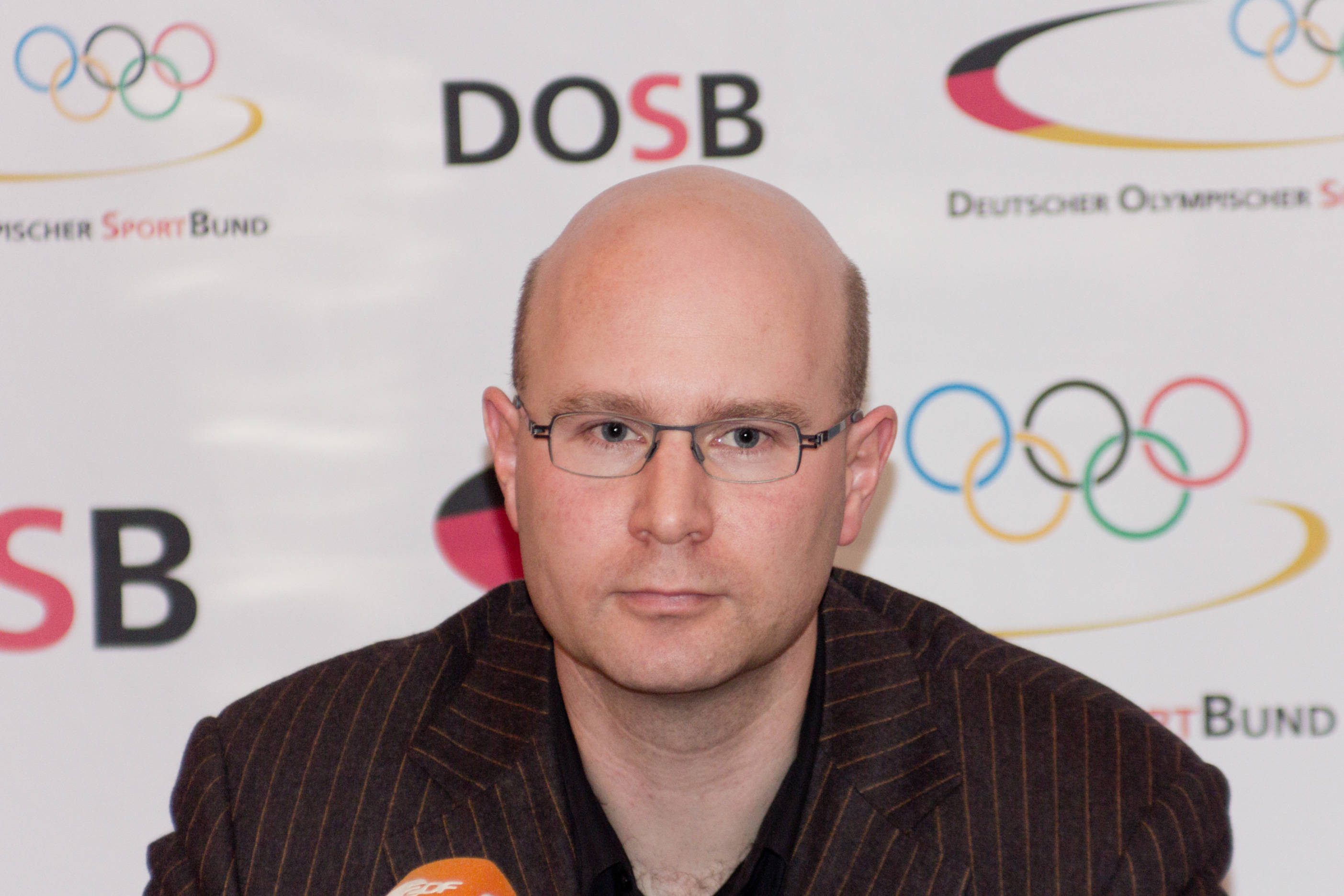
Christian Breuer, 2012

Christian Breuer (Krefeld, 3 november 1976) is een Duits oud-langebaanschaatser. 
Breuer werd diverse malen Duits sprintkampioen (1998, 2003 en 2005) en allroundkampioen (1996, 1999 en 2001). Zijn beste jaar was 1999, in dat jaar werd hij zevende op het EK Allround en achtste op het WK Allround.
Per augustus 2010 maakt Breuer deel uit van de Technische Commissie Langebaan van de Internationale Schaatsunie. Daarnaast is hij lid van het bestuur van het Duits Olympisch Comité.

## Records

### Wereldrecords
| Nr. | Afstand         | Tijd    | Datum         | Baan    |
| --- | --------------- | ------- | ------------- | ------- |
| 1.  | Kleine vierkamp | 149,283 | 20 maart 1999 | Calgary |